# Cholet Agglo Tour 2024
La Cholet Agglo Tour 2024, quarantaseiesima edizione della corsa, valida come evento dell'UCI Europe Tour 2024 categoria 1.1 e come quarta prova della Coppa di Francia 2024, si svolse il 17 marzo 2024 su un percorso di 196,7 km, con partenza e arrivo a Cholet, in Francia.
La vittoria fu appannaggio del francese Paul Lapeira, il quale completò il percorso in 4h50'15", alla media di 40,661 km/h, precedendo il connazionale Alexis Renard e il belga Tom Van Asbroeck.

## Squadre partecipanti
| N.    | Cod. | Squadra                    |
| ----- | ---- | -------------------------- |
| 1-6   | GFC  | Groupama-FDJ               |
| 11-17 | COF  | Cofidis                    |
| 21-27 | DAC  | Decathlon AG2R La Mondiale |
| 31-37 | ARK  | Arkéa-B&B Hotels           |
| 41-47 | TEN  | TotalEnergies              |
| 51-57 | BWB  | Bingoal WB                 |
| 61-67 | BBH  | Burgos-BH                  |
| 71-77 | EUS  | Euskaltel-Euskadi          |
| 81-86 | EKP  | Equipo Kern Pharma         |

| N.      | Cod. | Squadra                     |
| ------- | ---- | --------------------------- |
| 91-97   | TNN  | Team Novo Nordisk           |
| 101-107 | AUB  | St Michel-Mavic-Auber93     |
| 111-117 | UCN  | CIC U Nantes Atlantique     |
| 121-127 | NMC  | Nice Métropole Côte d'Azur  |
| 131-137 | VRR  | Van Rysel-Roubaix           |
| 141-147 | TIS  | Tarteletto-Isorex           |
| 151-157 | BPC  | BHS-PL Beton Bornholm       |
| 161-167 | BTC  | Beltrami TSA Tre Colli      |
| 171-177 | ICA  | Israel Premier Tech Academy |

## Ordine d'arrivo (Top 10)
| Pos. | Corridore        | Squadra       | Tempo    |
| ---- | ---------------- | ------------- | -------- |
| 1    | Paul Lapeira     | Decathlon     | 4h50'15" |
| 2    | Alexis Renard    | Cofidis       | a 1"     |
| 3    | Tom Van Asbroeck | Israel Ac.    | s.t.     |
| 4    | Jordan Labrosse  | Decathlon     | s.t.     |
| 5    | Matyáš Kopecký   | Novo Nordisk  | s.t.     |
| 6    | Jason Tesson     | TotalEnergies | s.t.     |
| 7    | Emmanuel Morin   | Van Rysel     | s.t.     |
| 8    | Francisco Galván | Kern Pharma   | s.t.     |
| 9    | Timothy Dupont   | Tarteletto    | s.t.     |
| 10   | Maël Guégan      | Nantes        | s.t.     |